# Гослюб-Осада
Гослюб-Осада (пол. Goślub-Osada) — село в Польщі, у гміні Пйонтек Ленчицького повіту Лодзинського воєводства.
Населення — 158 осіб (2011).
У 1975-1998 роках село належало до Плоцького воєводства.

## Демографія
Демографічна структура станом на 31 березня 2011 року:
|          | Загалом | Допрацездатний вік | Працездатний вік | Постпрацездатний вік |
| -------- | ------- | ------------------ | ---------------- | -------------------- |
| Чоловіки | 78      | 19                 | 52               | 7                    |
| Жінки    | 80      | 12                 | 46               | 22                   |
| Разом    | 158     | 31                 | 98               | 29                   |